# Панагиот Кесаријски
Свети новомученик Панагиот Кесаријски је хришћански мученик и светитељ из Кападокије.
Рођен је у Кесарији Кападокијској а пострадао у Цариграду у 20. години живота, 1765. године. Његови мошти се чувају у храму Зодоха Пигија. Фрагмент његових светих моштију чувају се у Испосници Светог Пантелејмона манастира Кутлумуш на Светој Гори.
Тело му сахрањено изван града на гробљу храма Живоносног Извора Пресвете Богородице у Цариграду.
Детаљи о животу светог Панагиота, нису сачувани, осим да је одбио да прими ислам и да напусти своју хришћанску веру, и да је због тога посечен у Цариграду 24. јуна 1765. године у авојој двадесетој години.

### Тропар светом Панагију
„Божанствени род Кесарије, показавши се као са победоносним мучеником, блажени Панагиотије; прогласио си име Спаситеља, и крв своју за Њега пролио. Славни мучениче, моли Христа Бога, да нам подари велику милост.”
Православна црква прославља светог Панагиота 24. јуна (7. јула).